# ネイト・シルバー
ナサニエル・リード・"ネイト"・シルバー（Nathaniel Read "Nate" Silver, 1978年1月13日 - ）は、アメリカ合衆国の統計学者。選挙学（政治）とセイバーメトリクス（野球）を応用して、将来の結果を予測する。2009年4月にはタイム誌が毎年発表する「世界で最も影響力のある100人」の一人に選ばれた。
シルバーは主にメジャーリーグベースボール（MLB）に所属するプロ野球選手のパフォーマンスを分析して将来どのような成績を残すかという予測システム「PECOTA」を24歳の時に開発した。その後に2003年から2009年までベースボール・プロスペクタス誌上で同システムの予測を担当していた。
2008年合衆国大統領選挙では合衆国50州のうち49州における勝者を正確に予測し、同年の上院選挙では35人の勝者全員を正確に予測した。2012年合衆国大統領選挙では全50州とコロンビア特別区における勝者を正確に予測した。
2012年9月27日に出版されたシルバーの著書『The Signal and the Noise』（ISBN 978-1594204111)はAmazon.comの2012年度ノンフィクション部門ベストセラー書籍の一つとなった。同書は日本でも川添節子による翻訳、西内啓の解説でそのままの題名『シグナル・アンド・ノイズ』（ISBN 978-4822249809)で出版されている。
しかし、2016年合衆国大統領選挙では事前にヒラリー・クリントンが優勢と予測していたが、ドナルド・トランプが勝利し、予測は外れることとなった。

## 生い立ちと学歴
シルバーはアメリカ合衆国のミシガン州イーストランシングにて、ミシガン州立大学の政治学部元部長ブライアン・D・シルバーとコミュニティ活動家サリー・スラン・シルバーの息子として出生した。父親はユダヤ人の子孫（ユダヤ系アメリカ人）、母親はアルコア汽船会社の社長を務めた曽祖父ハーモン・ルイスを含めて複数の著名人を抱える非ユダヤ系かつイングランド人とドイツ人の子孫（イングランド系アメリカ人とドイツ系アメリカ人）である。そのためにシルバーは自身を「半ユダヤ人」だと主張している。
幼少時から数学に熟達していた。1984年、6歳の時に父に連れられて同年のワールドシリーズの勝者となるデトロイト・タイガースの試合をタイガー・スタジアムで観戦してからは、熱狂的な野球ファンとなった。
ミシガン州のイーストランシング高校の学生時代の1996年に、ディベートに関心を持つ高校生を対象とした「第49回年次ジョン·S·ナイト奨学金コンテスト」で優勝した。同高校時代は学生新聞の編集も担当していた。
シカゴ大学の経済学部で学んで優秀な学業成績を残し、2000年に経済学学士号を取得して卒業した。1998年から1999年までの1年間はイギリスのロンドンにあるロンドン・スクール・オブ・エコノミクスで学んでいる。
2013年から2014年にかけて、以下の4つの大学から名誉学士号を授与されている。
- 2013年5月12日：リポン大学（英語版）から名誉理学博士号を授与され、同大学の卒業式でスピーチを行う[14]。
- 2013年5月24日：ニュースクール大学から名誉文学博士号を授与され、同大学の卒業式でスピーチを行う[15][16]。
- 2013年12月：ベルギーのルーヴェン・カトリック大学とルーヴェン統計研究センターから名誉博士号を授与される[17]
- 2014年5月25日：アマースト大学から名誉動物愛護文学博士号を授与される[18]。

## 経歴

### 経営コンサルタントとして
2000年に大学を卒業した後、シルバーはシカゴのKPMGで4年間経営コンサルタントとして働いた。2009年に「今までの人生で最大の後悔は何ですか? 」と尋ねられた彼は「人生の4年間を好きでもない仕事に費やしてしまったことだ」と答えている。野球と統計に対する終生の興味をKPMGで働く間も育み続け、副業としてプロ野球選手のパフォーマンスを分析して将来どのような成績を残すかという予測システム「PECOTA」の開発に取り組み始めた。彼は2004年4月にKPMGを退職して一時期、オンラインポーカーをプレーすることで生計を立てた。

### 野球アナリストとして
2003年にベースボール・プロスペクタス（BP）誌の記者に採用されたシルバーは同誌で「PECOTA」に基づく予測を担当するようになった。2004年にKPMGを退職した後、ベースボール・プロスペクタスのマネージングパートナーに就任した。「Lies, Damned Lies」という表題で週刊コラムを書くようになった。幅広いテーマでセイバーメトリクスの手法を応用している。その一つとして、メジャーリーグベースボール（MLB）用にイロレーティングのシステムを採用している。ベースボール・プロスペクタスでは200以上の記事を執筆した。また、2003年から2009年までの時期に野球関連書籍のベースボール・プロスペクタスの年鑑（ISBN 978-0761139959）、『Mind Game: How the Boston Red Sox Got Smart, Won a World Series, and Created a New Blueprint for Winning』（2005年、ISBN  978-0761140184）、『Baseball Between the Numbers』（2006年、ISBN  978-0465005963）、『It Ain't Over 'til It's Over: The Baseball Prospectus Pennant Race Book』（2007年、ISBN  978-0465002849）の執筆に参加している。
「PECOTA」は「Pitcher Empirical Comparison and Optimization Test Algorithm」（投手の経験的比較と最適化試験アルゴリズム）の頭字語で、本来は投手の将来の成績を予測するために作成されたコンピュータプログラムである。打者についても同様に予測するプログラムを作成してその翌冬に、ベースボール・プロスペクタス2003年版に掲載された。MLBの第二次世界大戦終結後のすべてのシーズンを含めた1万件以上のシーズン記録のデータベースを用いて類似するデータの選手群を選び出し、選手同士を比較して各選手の今後の可能性を提示するアルゴリズムである。

### 政治アナリストやブロガーとして

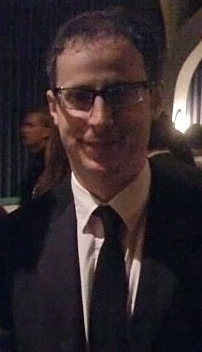
ワシントンD.C.にて。2009年1月19日撮影

#### 創造とモチベーション
2007年10月31日にシルバーは政治ブログデイリー・コス上でペンネーム「Poblano」を用いて日記の公開を始めた。彼は「私は正に分析に失望していた。・・・投票や人口統計のような定量的なものを中心に、戦略に関するそれほど高尚ではない議論を数多く見てきた。・・・」と述べている。ニューヨーク・タイムズ紙のOp-edのコラムニスト、ウィリアム・クリストルは2008年の合衆国大統領予備選挙での「Poblano」の予測について記事の中で触れ、「興味深い回帰分析だ」と言及した。
2008年3月、シルバーはまだ「Poblano」の名で執筆していた時期に、彼自身のブログ『ファイブサーティエイト』を立ち上げた。このウェブサイトの名はアメリカ選挙人団の総数538人から名付けられているため、時には口語で「538」と呼ばれる。ブログ上のFAQには「私の州（イリノイ州）では無所属としての登録が認められているので、どこにも登録していない。大抵の場合（もっとも、いつもというわけではないが）は民主党に投票する。今年はバラク・オバマの支持者だった。・・・」と記載している。選挙予測の公平性については、「（私の）結果が好ましい候補に偏っているか? そうでないことを願うが、それはあなたが決めることだ。私は方法論に関して出来る限り明らかにしようとした」と述べている。
2008年5月30日にシルバーは『ファイブサーティエイト』の読者に「Poblano」の正体が彼であることを明かした。6月1日には政治の統計的側面に焦点を当て、その根底にある理論的根拠の概要を説明した2ページに及ぶ彼の論説記事がニューヨーク・ポスト紙に掲載された。2008年6月13日にCNNのテレビ番組『アメリカン・モーニング』で初めての全国テレビ出演を果たした。

#### 2008年の大統領選挙とその影響
2008年11月4日の選挙後まもなく、ESPNの記者ジム・ケープルが「コール・ハメルズとフィリーズ（フィラデルフィア・フィリーズ）のことは忘れようではないか。ネイト・シルバーほどの鮮明な印象を与える秋を過ごすことの出来た野球人は皆無だ。・・・」という出だしでシルバーを取り上げた。彼はその同じ月に2冊の書籍を執筆するためにペンギン・グループUSAと、伝えられるところでは70万ドルの契約を締結した。
2009年2月に「TED2009」に講演者として、同年3月に2009年の「サウス・バイ・サウスウエスト（SXSW）インタラクティブ会議」に基調講演者としてそれぞれ招待された。
自身のブログ『ファイブサーティエイト』を継続する一方で、2009年1月からエスクァイア誌で毎月連載のコラム「The Data」を担当するようになった。また、ニューヨーク・タイムズやウォール・ストリート・ジャーナル紙などの他のメディアにも時折、記事を寄稿した。この年は運試しの目的でワールドシリーズオブポーカー（2009年のワールドシリーズオブポーカー）にも出場した。
2009年3月にシルバーはベースボール・プロスペクタスのマネージングパートナーを辞任するとともに、同誌の他のスタッフに「PECOTA」予測の責任を委譲した。これにより、彼の野球アナリストとしてのキャリアも終わりを告げた。
2009年11月にESPNはFIFAワールドカップの結果を予測するためにシルバーが新たに開発したシステム「サッカー・パワー・インデックス」（SPI）を導入した。

#### ニューヨーク・タイムズの下で働く
2010年6月3日にシルバーは『ファイブサーティエイト』が近い将来にニューヨーク・タイムズの管轄下に3年契約で入ることを発表した。
ニューヨーク・タイムズの「FiveThirtyEight: Nate Silver's Political Calculus」は2010年8月25日にデビューを飾った。その日からブログはほぼひたすら2010年の州知事選挙に加えて、2010年の上院選挙と2010年の下院選挙の結果を予測することに焦点を絞った。ニューヨーク・タイムズに毎週日曜日に掲載されるシルバーの連載記事は「Go Figure」の見出しで2010年10月19日に初登場した。見出しは後に「Acts of Mild Subversion」に変更した。
2012年11月6日付のザ・ニュー・リバブリック誌は急激な注目度の高まりを取り上げている。
| 「 | 今年の初めに『ファイブサーティエイト』を閲覧していたのはニューヨーク・タイムズの訪問者の約1%だった。先週はその数は13%だった。昨日には20%になった。つまり、アメリカのニュースサイトでも6番目に訪問者が多いサイトを訪れた人物の5人に1人がシルバーのブログを閲覧していたことになる。 | 」 |

2012年合衆国大統領選挙から1週間後に、シルバーはオンラインセッションで「ジム・ブラウンやサンディ・コーファックスに匹敵するぐらい魅力的な、選挙予測からの引退を飾るかもしれない。2014年と2016年の予測が作られることを期待している。中間選挙（2014年の中間選挙）は残念ながら、物凄く退屈なものになるだろう。しかし、2016年の共和党予備選挙はほぼ確実に非常に印象深いものになると思われる」とコメントした。11月下旬にニューヨーク・タイムズの編集者、ジル・エイブラムソンは「私達はネイトがニューヨーク・タイムズ・ファミリーの一員であり続けてほしいと考えているし、彼のやることをさらに展開させていきたい。・・・」と述べた。

#### ニューヨーク・タイムズを離れてESPNに移籍
2013年7月22日にESPNは『ファイブサーティエイト』のウェブサイトやブランドの所有権を獲得したことと、サイトの最高責任者のシルバーの下にジャーナリスト、編集者、アナリスト、貢献者から編成されるチームを今後数ヶ月以内に構築することを発表した。ニューヨーク・タイムズの公共編集者、マーガレット・サリヴァンはシルバーの移籍が決定した際に次のように述べた。
| 「 | ネイト・シルバーはタイムズの文化に上手く馴染めなかったんだろうし、本人もそれは分かっていたと思う。彼は言ってみれば、破壊的なの。映画『マネーボール』でブラッド・ピットが演じた主人公が野球選手のスカウト達の旧来のモデルを破壊したように、ネイトは政治取材の伝統的なモデルを破壊した。 | 」 |

2014年3月17日に『ファイブサーティエイト』はESPN傘下でリニューアルした。これまでは政治関連の話題が中心であったが、シルバーはESPNのバックアップでブログのスタッフの人数をこれまでの常勤のジャーナリスト2人から20人以上に増員して、記事の主要な対象分野を経済、科学、ライフスタイル、スポーツにまで拡大することを明かした。

## ファイブサーティエイトの選挙予測
2008年3月に政治ブログ『ファイブサーティエイト』を立ち上げたシルバーは追跡世論調査を行うのと2008年の一般選挙の結果を予測するためのシステムを開発した。それと同時に、2008年の民主党予備選挙の予測にも取り組んだ。人口統計分析に基づく彼の各種予測は実質的にプロの世論調査よりも正確であることが証明され、「Poblano」（シルバーのペンネーム）は信頼性を確保した。
シルバーは2008年合衆国大統領選挙における合衆国50州のうち49州（インディアナ州を除く）とコロンビア特別区の勝者を正確に予測した。彼がそう予測したように、特にミズーリ州とノースカロライナ州が接戦になった。また、2008年の上院選挙では35人の勝者全員を正確に予測した。その予測精度の高さによって、海外を含め、彼はさらに高い評価を獲得した。代表的な「政治予言者」として名声を上げることになった。
『ファイブサーティエイト』がニューヨーク・タイムズの管轄下に入った直後に、シルバーは2010年の中間選挙の3つの選挙のための予測モデルを導入した。これらの予測モデルは当初は選挙の歴史と人口統計、世論調査の組み合わせに依拠していた。シルバーは最終的に詳細な予測を発表し、3つすべての選挙結果の分析を行った。彼は37議席の上院議員選挙レースのうち、34議席の勝者を正確に予測した。下院で共和党が54議席を握ると予測し、実際には63議席を獲得した。これはまだ信頼区間に含まれていた。州知事選挙は38のレースのうち、37の勝者を正確に予測した。
シルバーが2012年6月7日に発表したモデルでは、2012年合衆国大統領選挙でバラク・オバマは再選に必要な過半数の270人を21上回る291人の選挙人票を獲得すると予測した。この時のオバマの再選確率はわずか60%程度であった。大統領選挙当日の最終予測では、オバマの獲得選挙人票と再選確率はそれぞれ313人（実際の獲得選挙人票は332人）と90.9%にまで上昇していた。数人の政治評論家がシルバーの予測に懐疑的な見方を示す中、彼は合衆国50州とコロンビア特別区の勝者を正確に予測した。これに対し、ギャラップ調査やラスムセン・レポートはオバマの対抗馬であるミット・ロムニーがわずかに過半数を上回ると予測していた。
2014年9月3日に2014年の上院選挙の36のレースについての予測を発表し、共和党が64%の確率で過半数を獲得するとした。約2週間後の新たな予測では共和党が過半数を獲得する確率を55%に下げ、「五分五分の見込み」とした。その後に共和党が過半数を獲得する確率を再び上げ、11月4日の選挙当日の最終予測では76.2%にまで上昇していた。獲得議席数は59.5%の確率で52から54の間になると予測した。実際は共和党が過半数を占めて52の議席数を獲得し、今回も正確に選挙結果を予測した。その一方で、2014年の州知事選挙は最終予測で共和党が19の勝利、民主党が16の勝利を収めると予測したが、実際には共和党が24の勝利、民主党が11の勝利を収めた。特に大きく外れたのがメリーランド州で、民主党の「余裕の勝利」を予測していたが、実際は共和党が勝利した。
2015年4月27日にBBC放送はシルバーが5月7日に実施されるイギリス総選挙について「おそろしく厄介な結果」になり、誰が政権を樹立するかはまったく不透明だと述べたことを伝えた。現職のイギリス首相デーヴィッド・キャメロン率いる保守党が283議席、野党の労働党が270議席を獲得すると予想し、どちらも過半数（326議席）超えは無理だとしている。

## 野球・選挙以外の予測
前述した「サッカー・パワー・インデックス」（SPI）は「1）データベース内のすべての試合より競争力係数を算出」「2）すべてのナショナルチーム及びクラブチームのゴールを決める能力とそれを阻止する能力を反映した評価を設定」「3）利用可能なすべての試合よりプレイヤー個人の評価を導き出す」「4）現在のロースターの総合評価にチームやプレイヤーのデータを組み込む」という主に4つの段階を踏んで将来の試合結果を予測するものである。
SPIに基づいて2010年南アフリカ大会ではブラジルの優勝を予想したが、実際には2位と予想したスペインが優勝した。各グループの上位2チームと予測した計16チームのうちで実際にグループを突破したのは11チームだった。2014年ブラジル大会でもブラジルが優勝し、準決勝ではドイツに65%の確率で勝利するとしていたが、またしても予想が外れてしまった。シルバーは準決勝のブラジル対ドイツ戦後に、ドイツにも勝利する確率は35%あったが、7-1という得点差でブラジルを破るのは統計学的見地からすると極端な外れ値だったとして「ワールドカップの歴史の中で最も衝撃的な結果」になったと述べた。各グループの上位2チームと予測した計16チームのうちで実際にグループを突破したのは9チームだった。
2010年4月にはニューヨーク・マガジン誌のために「ニューヨーク市内で最も住みやすいエリア」という定量的な指標を作成している。

## 著書

### シグナル・アンド・ノイズ
2012年の大統領選挙の投票日直後24時間の間に、Amazon.comではシルバーの著書『The Signal and the Noise』（日本語にも翻訳され、そのまま『シグナル・アンド・ノイズ』という題名で出版）の売り上げが850%も上昇し、同サイトの売り上げランキングでも2位に急浮上した。
複雑に絡み合った情報の中からシグナル（予測の手掛かり）とノイズ(雑音)をいかにして見極めていくか。予測の際に陥りやすい落とし穴として、プロスポーツや選挙、金融市場、天気予報などの様々な分野の失敗例を具体的に取り上げる。シルバーはこうした事例を通じて、固定観念を捨てて正確に理解し、予測を更新し続けるベイズ統計学の実践を薦めている。以下の章で構成されている。
- 第1章：壊滅的な予測の失敗

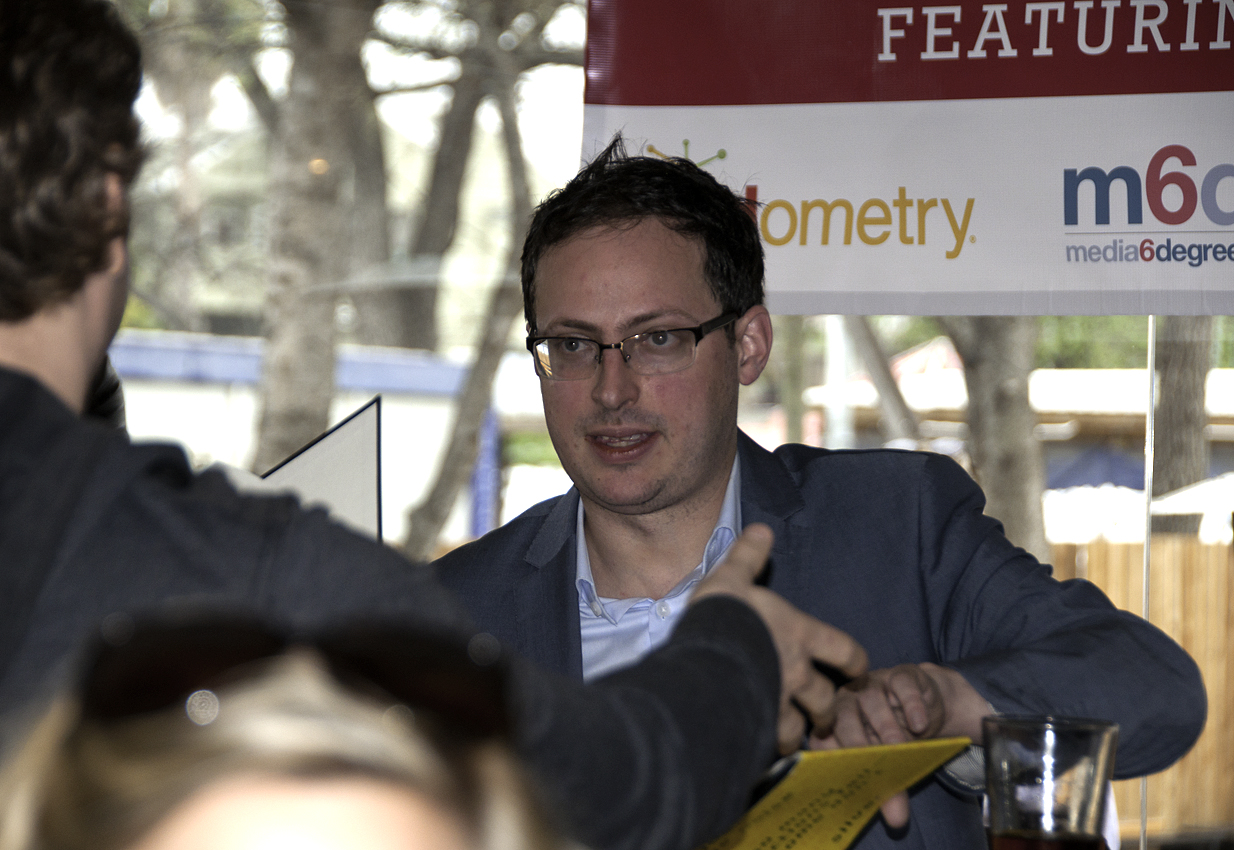
2013年のサウス・バイ・サウスウエストで自著のコピーにサインするシルバー

- 第2章：キツネとハリネズミ―予測が当たるのはどっち？
- 第3章：マネー・ボールは何を語ったか？
- 第4章：天気予報―予測がうまく機能している数少ない分野
- 第5章：巨大地震のシグナルを探す
- 第6章：経済予測はなぜ当たらないのか？
- 第7章：インフルエンザと予測モデル
- 第8章：間違いは減っていく―ギャンブルとベイズ統計
- 第9章：機械との闘い
- 第10章：ポーカー・バブル
- 第11章：打ち負かすことが出来ないなら―金融市場と予測可能性
- 第12章：地球温暖化をめぐる「懐疑心」
- 第13章：見えない敵―テロリズムの統計学

## 評価・表彰
- 2008年9月：ハーバード大学のジャーナリズム・ニーマン財団（英語版）が『ファイブサーティエイト』をブログとしては初の「注目に値する物語」に選択した[85]。
- 2008年11月：クレインズ・シカゴビジネス紙がシルバーをシカゴの注目に値する若手起業家「40歳以下の40人」の一人としてリストに記載した[86]。
- 2008年11月9日：ニューヨーク・タイムズが2008年の大統領選挙当日に『ファイブサーティエイト』が50,000近くのページ閲覧数を記録したことを取り上げ、シルバーを「今年、頭角を現したオンライン上のスターの一人」としてリストに記載した[9]。
- 2008年12月：ニューズウィーク誌が選挙時のシルバーについて取り扱った記事「What to Watch For – An hour-by-hour guide to election night」は「2008年にNewsweek.com上で最も閲覧された10の物語」の第4位にランクインした[87]。
- 2008年12月：ザ・デイリー・ビーストはシルバーを「2008年に頭角を現したスター」の一人としてリストに記載した[88]。
- 2009年1月：フォーブス誌のウェブサイトがシルバーをその第3回「ウェブセレブ25」の一人としてリストに記載した[89]。
- 2009年2月：ジェームズ・ウォルコット（英語版）がヴァニティ・フェア誌において、シルバーを「2008年の勝者」の一人としてリストに記載した[90]。
- 2009年4月30日：タイム誌がシルバーを「世界で最も影響力のある100人」の一人としてリストに記載した[1]。
- 2010年11月：ジョン・F・ハリス（英語版）がフォーブスにおいて、シルバーを「地球上で最も影響力のある人物」の7人のブロガーのうちの一人としてリストに記載した[91]。
- 2010年12月：アウト（英語版）誌がシルバーを「2010年の Out（LGBT）の100人」の一人としてリストに記載した[92]。
- 2012年3月：クレインズ・ニューヨークビジネス紙がシルバーをニューヨーク市の注目に値する若手起業家「40歳以下の40人」の一人としてリストに記載した[93]。
- 2012年5月：国際デジタル芸術科学アカデミー（英語版）が『ファイブサーティエイト』を「最も優れた政治ブログ」と評価し、ウェビー賞（「第16回ウェビー賞（英語版）」）を授与した[94]。
- 2012年12月：アウトがシルバーを「（LGBTの）パーソン・オブ・ザ・イヤー」に選定した[95]。
- 2012年12月：ワシントン・ポスト紙のコラムニスト、クリス・シリザ（英語版）がシルバーを「2012年の勝者と敗者」のうちの「ベストイヤー・イン・ワシントン」に選定した[96]。
- 2013年4月：アウトがシルバーをアメリカ人の考え方に影響を与え、世界と深く関わる力や威信の持ち主を評価する「（LGBTの）パワーリストの50人」の6位としてリストに記載した[97]。
- 2013年4月：国際デジタル芸術科学アカデミーが前年に続いて『ファイブサーティエイト』を「最も優れた政治ブログ」と評価し、「第17回ウェビー賞（英語版）」を授与した[98]。
- 2013年5月：ファスト・カンパニー（英語版）誌がシルバーを「（ビジネス業界における）2013年の最も創造的な人物」の1位としてリストに記載した[99]。
- 2013年10月：シルバーの著書『シグナル・アンド・ノイズ』は2013年の「ファイ・ベータ・カッパ科学賞（英語版）」を授与される[100]。
- 2014年1月：アドバタイジング・エイジ（英語版）誌がシルバーをマーケティング業界の活発な若手スター「40歳以下の40人」の一人としてリストに記載した[101]。
- 2015年1月：数学分野における優れた業績を評価する「JPBMコミュニケーションズ賞」を受賞した[25]。

## 批判
2010年1月にジャーナリスト兼ブロガーのコルビー・コッシュは「ミスター過大評価」という見出しで、シルバーが2010年のマサチューセッツ州上院特別選挙の勝者予測で木曜日午後にマーサ・コークリーが「大本命」と主張しておきながら、その夜遅くにはスコット・ブラウンにも「パンチャーのチャンスがあった」と急に心変わりしたことを取り上げた。結局、この選挙ではコークリーでは無く、ブラウンが勝利した。
2012年の大統領選挙期間中には、シルバーの選挙予測は共和党の大統領候補であるミット・ロムニーに対して政治的に偏見を抱いているとして、保守派層から激しく批判された。また、共和党寄りのラスムセン・レポートの世論調査に対してダブルスタンダードを適用したとして告発された。一例として挙げられたのが、その世論調査の手法の統計的な偏りを指摘した2010年の分析である。ナショナル・レビュー誌のジョシュ・ジョーダンはシルバーが明確にオバマを支持して世論調査の重み付けをしていることを指摘した。2012年のチャーリー・ローズとの対談で、シルバーは自身の政治的立場について「私の考えではリバタリアンとリベラルの間のどこかだと思う。だから私が投票するとしたらミット・ロムニーに対するゲーリー・ジョンソンのようなものだと思う。・・・」と述べている。
MSNBCのトーク番組『モーニング・ジョー』の司会を務めるジョー・スカーボローは2012年の大統領選挙でオバマが約75%の確率で勝利するとしたシルバーの予測を批判した。これに対してシルバーはTwitter上で、負けた方が赤十字に1,000ドル（その後に2,000ドルに増えた）の寄付をするという選挙での賭けを申し出た。マーガレット・サリヴァンはシルバーの分析を支持しながらも、賭けの申し出はシルバーが民主党寄りという印象を与えてしまうので「まずい考え」とみなし、タイムズのジャーナリストとして「不適切」と受け取られてしまいかねないとした。選挙後にスカーボローはシルバーに対するいわゆる「（半分の）謝罪」を公表した。
シルバーが分析モデルの細部を公開しなかったことで、幾つかの懐疑的な見方がもたらされた。ワシントン・ポストのジャーナリスト、エズラ・クラインは「彼はコードをどうしても公開しようとしないし、コード無しでは私達はモデルの仕組みについて確信を持って断定することが出来ない」というもっともな見方が存在することを書いた。
2014年8月にミズーリ州ファーガソンで発生したマイケル・ブラウン射殺事件に対する抗議活動をしていたジャーナリストや一般人が逮捕された際にTwitterで8回の連続投稿を行ってその中で過去に自分が1度だけ逮捕された時の話を詳述し、その経験と比較したために批判された。彼は後で公に謝罪して「的外れで浅はかだった」と自身の行為を振り返った。

## 私生活
シルバーの大叔父は地質学者のキャズウェル・シルバーとレオン・シルバーである。
同性愛者であることを公表している。2008年に「ゲイ・アイコン」として注目されていることについて質問されたシルバーは「今までのところ、ゲイ以上にオタクからの愛情の対象になっているように感じられるが、そのことに少しだけ気付き始めた。・・・」と述べている。パートナーのロバート・ゴールディンとともにイリノイ州シカゴで生活していた。シカゴで13年間過ごした後、2009年3月にニューヨーク市に引っ越した。2013年春にブルックリン区から同じ市内のマンハッタン区に引っ越した。
ファンタジーベースボールに長い間興味を持ち続け、大学在学中はその第一人者であるロン・シャンドラーが運営するウェブサイトBaseballHQ.com上でスコアシートベースボールの専門家としてプレイヤーや戦略について分析した。また、ポーカーをセミプロとしてプレーしている。